# Whiteside (Missouri)
Whiteside – wieś w Stanach Zjednoczonych, w stanie Missouri, w hrabstwie Lincoln.